# Ледовый дворец имени Валерия Харламова
Ледовый дворец им. Валерия Харламова — дворец спорта в городе Клин Московской области. Открыт 22 мая 2003 года.

## Описание
Ледовый дворец построен в рамках программы по строительству и реконструкции спортивных сооружений в городе Клин. Оригинальный проект здания дворца разработан клинскими проектировщиками, общая площадь дворца составляет 8200 м2, вместимость 1500 зрителей. Является основной ледовой площадкой хоккейного клуба «Титан».